# Patrick Chaize

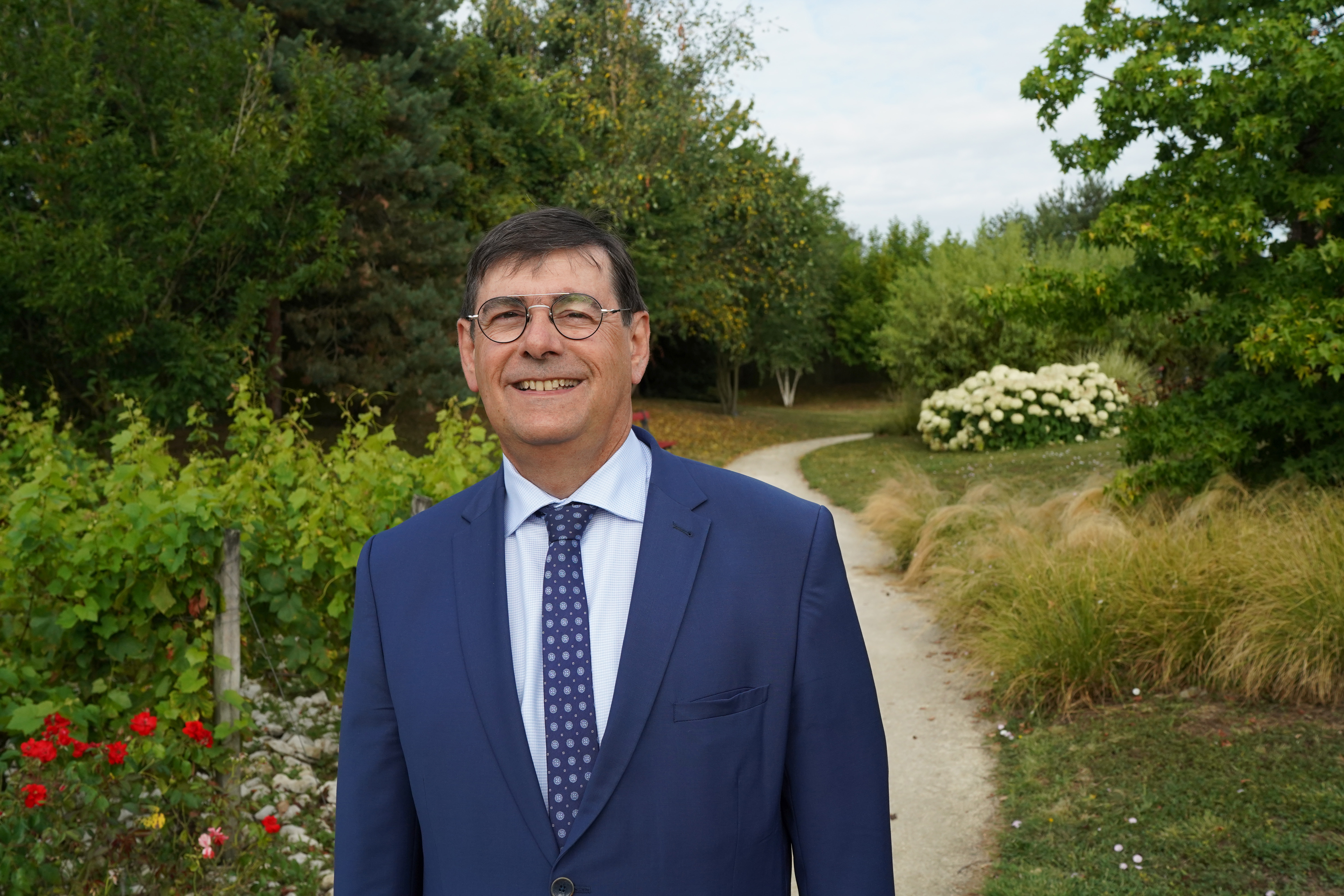
Patrick Chaize, 2020

Patrick Chaize (* 22. März 1963 in Saint-Symphorien-d'Ozon) ist ein französischer Politiker. Er ist Senator für das Département Ain der Partei Les Républicains.

## Biografie
Patrick Chaize war Bürgermeister von Vonnas zwischen 2008 und 2017.
Er wurde am 28. September 2014 zum Senator gewählt. Er ist Teil der Delegation für Frauenrechte. Chaize ist ebenfalls Teil der Senatsdelegation für die französischen Überseegebiete.
Im Senat ist er Teil einer Gruppe von Senatoren, die sich für digitalisiertes Lernen einsetzen.

## Mandate
- Bürgermeister von Vonnas zwischen 2008 und 2017
- Senator für Ain seit 2014